# Jaunutis litván nagyfejedelem
Jaunutis (kb. 1306 – 1366 után) Litvánia nagyfejedelme 1341 és 1345 között. Fivérei, Algirdas és Kęstutis űzték el a trónról.

## Élete
Jaunutis egyike volt Gediminas nagyfejedelem hét fiának, feltehetően 1306 és 1309 között született.
Apja 1341-es halála előtt egyetlen írásos forrás sem emlékezik meg róla. Nem ismert, hogy Gediminas miért választotta őt utódjának, egyes vélemények szerint megfelelő kompromisszumnak látszott a pogány (Algirdas és Kęstutis) és ortodox keresztény (Narimantas, Karijotas, Liubartas) fiai között. Más történészek szerint Jaunutis a nagyfejedelem második feleségének volt a legidősebb fia, vagy halála idején ő élt együtt Gediminasszal, ezért kapta meg tőle Vilniust.
Kevés információ áll rendelkezésre uralkodásáról is. Litvánia ekkoriban viszonylagos békében élt a Teuton lovagrenddel, amelyet a tehetetlen Ludolf König nagymester vezetett. Testvérei jóval aktívabbak voltak nála: Algirdas megtámadta Mozsajszkot, a Livóniai lovagrendet és megvédte Pszkovot; Kęstutis pedig másik fivérüknek, Liubartasnak segített a halics-volhíniai fejedelemség örökösödési vitáiban. A Bychowiec-krónika szerint Jaunutist Jevna, Gediminas volt felesége segítette. Ő azonban 1344 körül meghalt és röviddel később Jaunutis elveszítette trónját. Mivel a lovagrend hadjáratot tervezett és szükség volt a határozott vezetésre, Algirdas és Kęstutis megegyezett, hogy átveszik az ország fölötti hatalmat. Utóbbi 1345 telén elfoglalta Vilniust és fogságba ejtette a menekülő Jaunutist, aki aztán megkapta részfejedelemségnek Zaszlavl városát. Jaunutis innen Szmolenszkbe, majd sógorához Szimeon moszkvai fejedelemhez menekült. Moszkvában megkeresztelkedett és felvette az Ioann nevet, de segítséget nem kapott a sógorától. Testvére, Naumantas megpróbált segítséget kérni az Arany Horda kánjától, Dzsanibégtől, de ő sem járt sikerrel. Később Jaunutis kibékült Algirdasszal és visszakapta Zaszlavlt. Utoljára 1366-ban említik egy Lengyelországgal kötött szerződésben, a következő évi livóniai szerződésben viszont már nem, vagyis feltehetően közben meghalt. Három fia született: Symeon Zaslawski, Grzegorz Słucki és Michal Zaslawski. Halála után Michal volt Zaszlavl kormányzója, míg 1399-ben ő is elhunyt.

## Fordítás
- Ez a szócikk részben vagy egészben  a   Jaunutis című angol Wikipédia-szócikk ezen változatának fordításán alapul.  Az eredeti cikk szerkesztőit annak laptörténete sorolja fel. Ez a jelzés csupán a megfogalmazás eredetét és a szerzői jogokat jelzi, nem szolgál a cikkben szereplő információk forrásmegjelöléseként.